# Португалска источна Африка
Португалски Мозамбик био је португалска колонија у Југоисточној Африци од 15. века до 1975. године. Мозамбик је био познат Арабљанским морепловцима и трговцима још у 10. веку. Арабљански истраживачи оснивали су на обалама источне Африке своје насеобине. Од тих насеобина формиран је Султанат Килва, али доласком експедиције Васка да Гаме на путу за Индију (1487/1498)у ове крајеве отворила су се врата за успостављање португалске колоније. Експедиција Васка да Гаме заустављала се у Мозамбику, Момбаси и Малинди. Португалски агенти уништили су исламске насеобине и успоставили своје предстраже ширећи даље власт ка унутрашњости. Владар Килва постао је марионета Португалаца који су против његове воље преводили становништво на хришћанство. Момбаса и Мтангата побуниле су се против Португалаца 1528. године. Временом су Ортугалци заузели велики део источне Африке.
Велика Британија и Португалија су решиле питање граница између својих колонија Њасаленд и Мозамбик 1906. године. Следеће године (1907) Мозамбик је добио део аутономије од своје матице Португалије. Међутим, после превирања у Португалији статус Мозамбика промењен је из провинције у колонију. У Португалији на власт 1915. године долази на власт диктатор Пимента де Кастро, да би Португалија следеће године (1916) ушла у Први светски рат на страни сила Антанте. Немачке трупе поразиле су португалску војску 1917. године код места Нгомано у Мозамбику. Лисабон је 1951. године признао Мозамбик за прекоморску провинцију. Године 1964. формиран је Фронт за ослобођење Мозамбика који покренуо герилске борбе против португалских власти. Мозамбик је извојевао независност 1975. године.